# Liste der Sieger der Grand-Slam-Turniere (Herreneinzel-Rollstuhl)
Die Liste der Sieger der Grand-Slam-Turniere im Herreneinzel (Rollstuhl) listet alle Grand-Slam-Sieger bei den Rollstuhltennis-Herreneinzel seit 2002 auf. Das erste Grand-Slam-Turnier in dieser Wettbewerbsklasse wurde 2002 im Rahmen der Australian Open ausgetragen.

## Wettbewerbe
Farblegende: Grand Slam
| Jahr | Australian Open   | French Open       | Wimbledon                      | US Open                  |
| ---- | ----------------- | ----------------- | ------------------------------ | ------------------------ |
| 2002 | Robin Ammerlaan   |                   |                                |                          |
| 2003 | David Hall        |                   |                                |                          |
| 2004 | David Hall        |                   |                                |                          |
| 2005 | David Hall        |                   |                                | Robin Ammerlaan          |
| 2006 | Michaël Jeremiasz |                   |                                | Robin Ammerlaan          |
| 2007 | Shingo Kunieda    | Shingo Kunieda    |                                | Shingo Kunieda           |
| 2008 | Shingo Kunieda    | Shingo Kunieda    |                                | Ausgefallen, Paralympics |
| 2009 | Shingo Kunieda    | Shingo Kunieda    |                                | Shingo Kunieda           |
| 2010 | Shingo Kunieda    | Shingo Kunieda    |                                | Shingo Kunieda           |
| 2011 | Shingo Kunieda    | Maikel Scheffers  |                                | Shingo Kunieda           |
| 2012 | Maikel Scheffers  | Stéphane Houdet   |                                | Ausgefallen, Paralympics |
| 2013 | Shingo Kunieda    | Stéphane Houdet   |                                | Stéphane Houdet          |
| 2014 | Shingo Kunieda    | Shingo Kunieda    |                                | Shingo Kunieda           |
| 2015 | Shingo Kunieda    | Shingo Kunieda    |                                | Shingo Kunieda           |
| 2016 | Gordon Reid       | Gustavo Fernández | Gordon Reid                    | Ausgefallen, Paralympics |
| 2017 | Gustavo Fernández | Alfie Hewett      | Stefan Olsson                  | Stéphane Houdet          |
| 2018 | Shingo Kunieda    | Shingo Kunieda    | Stefan Olsson                  | Alfie Hewett             |
| 2019 | Gustavo Fernández | Gustavo Fernández | Gustavo Fernández              | Alfie Hewett             |
| 2020 | Shingo Kunieda    | Alfie Hewett      | Ausgefallen, COVID-19-Pandemie | Shingo Kunieda           |
| 2021 | Joachim Gérard    | Alfie Hewett      | Joachim Gérard                 | Shingo Kunieda           |
| 2022 | Shingo Kunieda    | Shingo Kunieda    | Shingo Kunieda                 | Alfie Hewett             |
| 2023 | Alfie Hewett      | Tokito Oda        | Tokito Oda                     | Alfie Hewett             |
| 2024 | Tokito Oda        | Tokito Oda        | Alfie Hewett                   | Ausgefallen, Paralympics |
| 2025 | Alfie Hewett      | Tokito Oda        | Tokito Oda                     |                          |

## Nationenwertung
Diese Liste führt solche Nationen an, die mindestens einen Grand-Slam-Titel gewonnen haben. 
| Platz | Land                   | gesamt | Australian Open | French Open | Wimbledon | US Open |
| ----- | ---------------------- | ------ | --------------- | ----------- | --------- | ------- |
| 1.    | Japan                  | 34     | 12              | 11          | 3         | 8       |
| 2.    | Vereinigtes Königreich | 12     | 3               | 3           | 2         | 4       |
| 3.    | Argentinien            | 5      | 2               | 2           | 1         | 0       |
| 3.    | Frankreich             | 5      | 1               | 2           | 0         | 2       |
| 3.    | Niederlande            | 5      | 2               | 1           | 0         | 2       |
| 6.    | Australien             | 3      | 3               | 0           | 0         | 0       |
| 7.    | Belgien                | 2      | 1               | 0           | 1         | 0       |
| 7.    | Schweden               | 2      | 0               | 0           | 2         | 0       |